# Tom Bailey
Thomas Alexander "Tom" Bailey (nacido el 18 de enero de 1954 en Halifax, Yorkshire del Oeste) es un cantante británico  del género new wave. Es conocido por haber sido el miembro fundador del grupo Thompson Twins.

## Biografía
Tom Bailey nació en Halifax, West Yorkshire, Inglaterra. Creció en una familia asociada a la profesión médica. Su padre era el Oficial Médico de Salud de Chesterfield Borough Council y Tom fue educado en la escuela secundaria de Chesterfield Boys. En una fotografía de "toda la escuela" de abril de 1967 le muestra a los 13 años (cuarto desde la extrema izquierda en la segunda fila) y, a pesar de la formación como pianista clásico, trabajó inicialmente como profesor de música en la Brook School, de Sheffield. En su adolescencia y los tempranos veinte años viajó por el mundo. Le dispararon en el paso de Khyber y casi muere de una enfermedad en la India.

## Discografía

### Thompson Twins
- A Product Of... Participation (1981)
- Set (Publicado en los Estados Unidos como "In The Name Of Love") (1982)
- Quick Step & Side Kick (1983)
- Into the Gap (1984)
- Here's to Future Days (1985)
- Close To The Bone (1987)
- Big Trash (1989)
- Queer (1991)

### Álbumes recopilatorios
- The Best of Thompson Twins: Greatest Mixes (1988)
- Singles Collection (1996)
- Greatest Hits (2003)
- Love on Your Side: The Best of Thompson Twins (2007)
- Remixes & Rarities: A Collection Of Classic 12" Mixes & B Sides (2014)